# Eupithecia infimbriata
Eupithecia infimbriata là một loài bướm đêm trong họ Geometridae.